# Nisia grandiceps
Nisia grandiceps är en insektsart som beskrevs av George Willis Kirkaldy 1906. Nisia grandiceps ingår i släktet Nisia och familjen Meenoplidae. Inga underarter finns listade i Catalogue of Life.